# إلسا نيلسن
إلسا نيلسن (بالآيسلندية: Elsa Nielsen)‏ هي لاعبة كرة الريشة آيسلندية، ولدت في 26 يونيو 1974.

## وصلات خارجية
- إلسا نيلسن على موقع BWF.tournamentsoftware.com (الإنجليزية)
- إلسا نيلسن على موقع BWFbadminton.com (الإنجليزية)
- إلسا نيلسن على موقع اللجنة الأولمبية الدولية (الإنجليزية)
- إلسا نيلسن على موقع أوليمبيديا (الإنجليزية)